# Cronologia das peças de William Shakespeare
A precisão para a cronologia das peças de William Shakespeare (como foram primeiramente escritas ou realizadas) é impossível de determinar, uma vez que não existem registros e muitas das obras foram encenadas muitos anos antes de serem publicadas.
As primeiras versões impressas de várias peças de teatro de Shakespeare são edições piratas, mas muitas obras shakespearianas permaneceram inéditas até o aparecimento do First Folio (1623).
Os estudiosos, começando com Edmond Malone, reconstruíram a cronologia das peças por vários meios, incluindo alusões e registros contemporâneos da peça, entradas no Stationers' Register, datas de publicação segundo as capas das peças individuais, impressões viscerais e estudos de computador verificando estilo da escrita e do tempo, e (particularmente) uma lista de 1598 de peças de Shakespeare existente por Francis Mere.
Enquanto muitos estudiosos stratfordianos adotaram uma forma geralmente aceita, muitas datas continuam a ser debatidas e todas as datas, completamente todas, precisam ser tidas como altamente especulativas. Alguns estudiosos ortodoxos, bem como a maior parte dos investigadores oxfordianos (assim chamados por causa da convicção que eles possuem quanto à autoria de Edward de Vere, 17º conde de Oxford) discordam destas datas stratfordianas (para as datas dos oxfordianos veja: cronologia oxfordiana das peças de William Shakespeare). Todas essas datas sempre englobam, no entanto, o que se chama de Shakespeare apócrifo.

## Lista de peças com datas estimadas
(As datas entre parênteses indicam somente a data da primeira publicação.)
- 1590 (1598) Henrique VI, parte 1
Registrado no Stationers' Register em 25 de Fevereiro 1598.
- 1590 (1594) Henrique VI, parte 2
- 1590 (1595) Henrique VI, parte 3
Parodiado por Robert Greene em 1592.
- 1592 (1602) Ricardo III
Na lista elaborada por Francis Mere das peças de Shakespeare (1598).
- 1592 (1623) A Comédia dos Erros
- 1593 (1594) Titus Andronicus
De acordo com a primeira edição publicada, foi encenada por uma empresa que havia a guardado, no início de 1593. Em 1594, Philip Henslowe refere-se à Titus Andronicus como uma nova peça. Na lista elaborada por Francis Mere das peças de Shakespeare (1598).
- 1593 (1623) A Megera Domada
- 1594 (1623) Os Dois Cavalheiros de Verona
Na lista elaborada por Francis Mere das peças de Shakespeare (1598).
- 1594 (1598) Trabalhos de Amores Perdidos
Na lista elaborada por Francis Mere das peças de Shakespeare (1598).
- 1591-1596 (1597) Romeu e Julieta
Na lista elaborada por Francis Mere das peças de Shakespeare (1598).
- 1595 (1597) Ricardo II
Na lista elaborada por Francis Mere das peças de Shakespeare (1598).
- 1595 (1600) Sonhos de Uma Noite de Verão
Na lista elaborada por Francis Mere das peças de Shakespeare (1598).
- 1596 (1622)  Rei João
Na lista elaborada por Francis Mere das peças de Shakespeare (1598).
- 1596 (1600) O Mercador de Veneza
Registrada no Stationers' Register em 22 de julho de 1598 e presente na lista elaborada por Francis Mere das peças de Shakespeare (1598).
- 1597 Henrique IV, Parte 1
Na lista elaborada por Francis Mere das peças de Shakespeare (1598).
- 1594-1597 (1603?)  Love's Labour's Won
Na lista elaborada por Francis Mere das peças de Shakespeare (1598). Uma das peças atribuídas à Shakespeare que se encontra perdida.
- 1598 (1600) Henrique IV, Parte 2
- 1599 (1600) Henrique V
O coro da peça manifesta esperança perante à expedição irlandesa de 1599 do Conde de Essex.
- 1599 (1623) Júlio César
Mencionada por Thomas Platter em 1599.
- 1599 (1600) Muito Barulho por Nada
- 1599 (1623) Como Gostais
Registrada no Stationers' Register em Agosto de 1600.
- 1597-1600 (1602) The Merry Devil of Edmonton
- 1599-1600 (1603) Hamlet
O Stationers' Register em Julho de 1602 a descreve como "encenada recentemente".
- 1602 (1623) Noite de Reis
- 1602 (1609) Tróilo e Créssida
- 1603 (1623) Tudo Bem Quando Termina Bem
Nenhuma referência contemporânea.
- 1603 (1622) Otelo
Encenada em Novembro de 1604.
- 1603-06 (1608) Rei Lear
No Stationers' Register em Novembro de 1607.
- 1603-06 (1623) Macbeth
- 1603 (1623) Medida por Medida
- 1606 (1623) Antônio e Cleópatra
- 1607 (1623) Coriolano
- 1607 (1623) Timão de Atenas (provavelmente revisado por Thomas Middleton)
- 1608 (1609) Péricles, Príncipe de Tiro (provavelmente revisada por George Wilkins)
Stationers' Register em Maio de 1608.
- 1609 (1623) Cimbelino
- 1594-1610 (1623) Conto do Inverno
- 1613 (1623) A Tempestade
- 1612 (1623) Henrique VIII (provavelmente coescrito por John Fletcher)
Encenada em 29 de junho de 1613, quando o Globe Theatre foi incendiado.
- 1612 (1728) Cardenio (escrito em colaboração com John Fletcher)
- 1612 (1634) Os Dois Nobres Parentes (em colaboração com John Fletcher).

As seguintes peças foram atribuídas a Shakespeare, mas são na verdade de autoria diferente ou incerta
- 1592-1595 (1844) Sir Thomas More
Escrita originalmente por Anthony Munday e por Henry Chettle, e revisada talvez dez anos mais tarde por Thomas Heywood, por Thomas Dekker e (talvez) por William Shakespeare, cuja escrita foi identificada provisoriamente como " Mão D" (Hand D) no manuscrito.
- 1600 (1600) Sir John Oldcastle
O diário de Philip Henslowe diz que foi escrita por Anthony Munday, por Michael Drayton, por Richard Hathwaye e por Robert Wilson na colaboração.
- 1604 (1605) The London Prodigal
Atuada pela companhia de Shakespeare e publicada sob seu nome, mas os estudos estilísticos desconsideram essa nota.
- 1605 (1608) A Yorkshire Tragedy
Atuada pela companhia de Shakespeare e publicada sob seu nome, mas os estudos estilísticos desconsideram essa nota. O autor mais provável é Thomas Middleton.